# Wereldkampioenschappen schoonspringen 2009 – tienmetertoren synchroon vrouwen
Het Wereldkampioenschap synchroonspringen op de 3 meter toren voor vrouwen werd gehouden op 19 juli 2009 in Rome, Italië. De eerste 12 koppels uit de voorronde kwalificeerden zich voor de finale die later op de dag gehouden werd. Regerend wereldkampioenen waren de Chinese vrouwen Chen Ruolin en Jia Tong.

## Uitslagen

### Voorronde
| Rang | Naam                                        | Nationaliteit       | Score  | Bijz. |
| ---- | ------------------------------------------- | ------------------- | ------ | ----- |
| 1    | Chen Ruolin Wang Xin                        | China               | 341.82 | Q     |
| 2    | Meaghan Benfeito Roseline Filion            | Canada              | 317.10 | Q     |
| 3    | Pandelela Rinong Pamg Mun Yee Leong         | Maleisië            | 316.50 | Q     |
| 4    | Haley Ishimatsu Mary Beth Dunnichay         | Verenigde Staten    | 313.02 | Q     |
| 5    | Briony Cole Melissa Wu                      | Australië           | 308.52 | Q     |
| 6    | Josephine Möller Nora Subschinski           | Duitsland           | 307.98 | Q     |
| 7    | Monique Gladding Megan Sylvester            | Verenigd Koninkrijk | 299.16 | Q     |
| 8    | Claire Febvay Audrey Labeau                 | Frankrijk           | 297.42 | Q     |
| 9    | Valentina Marocchi Brenda Spaziani          | Italië              | 292.11 | Q     |
| 10   | Yaima Rosario Mena Peña Annia Rivera Robita | Cuba                | 291.00 | Q     |
| 11   | Natalja Gontsjarova Joelia Koltoenova       | Rusland             | 287.16 | Q     |
| 12   | Paola Espinosa Laura Sánchez                | Mexico              | 283.08 | Q     |
| 13   | Mara Elena Aicoboae Corina Popovic          | Roemenië            | 245.46 |       |
| 14   | Villo Gyöngyvér Kormos Zsófia Reisinger     | Hongarije           | 241.11 |       |

### Finale
| Rang   | Naam                                        | Nationaliteit       | Score  |
| ------ | ------------------------------------------- | ------------------- | ------ |
| Goud   | Chen Ruolin Wang Xin                        | China               | 369.18 |
| Zilver | Haley Ishimatsu Mary Beth Dunnichay         | Verenigde Staten    | 324.66 |
| Brons  | Pandelela Rinong Pamg Mun Yee Leong         | Maleisië            | 321.66 |
| 4      | Meaghan Benfeito Roseline Filion            | Canada              | 321.39 |
| 5      | Briony Cole Melissa Wu                      | Australië           | 320.58 |
| 6      | Monique Gladding Megan Sylvester            | Verenigd Koninkrijk | 306.90 |
| 7      | Claire Febvay Audrey Labeau                 | Frankrijk           | 299.28 |
| 8      | Josephine Möller Nora Subschinski           | Duitsland           | 299.22 |
| 9      | Paola Espinosa Laura Sánchez                | Mexico              | 297.00 |
| 10     | Valentina Marocchi Brenda Spaziani          | Italië              | 293.88 |
| 11     | Natalja Gontsjarova Joelia Koltoenova       | Rusland             | 292.56 |
| 12     | Yaima Rosario Mena Peña Annia Rivera Robita | Cuba                | 281.34 |